# 蓋鹵王
蓋鹵王（？—475年）亦作近蓋婁王。百濟第21代國王。455年至475年在位。名慶司，《宋書》作餘慶，《日本書紀》作加須利君。455年，先代毗有王死，他以長子身份繼位。

## 治世
蓋鹵王在位期間，通好于中國南朝宋，與新羅及倭國結盟，以抗高句麗。努力維持百濟傳統的外交政策。後來招引北魏討伐高句麗未遂，蓋鹵王因此惹禍上身。475年，高句麗攻破百濟首都慰禮城，蓋鹵王被殺。

## 對南朝宋通好
457年（大明元年）10月，蓋鹵王接受南朝宋皇帝劉駿「鎮東大將軍」的封號，與宋結好。並于471年向宋朝貢。

## 與倭國結好
461年，遣弟軍君昆支往倭國為人質，與倭國通好。

## 與北魏的接觸
百濟自近肖古王以來一直與南朝通好。蓋鹵王時，開始試圖通過與北魏的接觸來牽制北方強敵高句麗。472年（北魏延興2年），蓋鹵王向北魏上表，聲稱高句麗一直在欺壓百濟，希望北魏加以討伐。但北魏與南朝宋的戰事正酣，無意與當時以逐漸崛起的高句麗爆發全面軍事對抗，僅僅派出邵安為使者，前往調查情況，並斥責高句麗。

## 與高句麗的關係（百濟的衰亡及高句麗的進攻）
469年，蓋鹵王認為百濟的軍事實力已足夠強大，率軍突襲高句麗，並奪回被高句麗侵佔的青木嶺（今開城附近）。僧人道琳在高句麗長壽王的授意下，前往百濟會見蓋鹵王。道琳以其精湛的棋藝成功得到了蓋鹵王寵倖。在道琳的勸說下，蓋鹵王挪用大量軍費修建佛寺，以致於國庫空虛。道琳秘密向長壽王報告了百濟國內的現狀。475年9月，長壽王趁機率領三萬大軍討伐百濟。蓋鹵王遣其子文周往新羅求救，新羅王慈悲麻立干遣一萬人來支援百濟，但為時已晚。百濟首都慰禮城被高句麗攻陷。蓋鹵王出奔，並在阿且城（今首爾特別市城東區康壯洞）被殺死。